# ハワード・ヒューズ
ハワード・ロバード・ヒューズ・ジュニア（Howard Robard Hughes Jr.、1905年12月24日 - 1976年4月5日）は、アメリカ合衆国の実業家・映画製作者・飛行家・発明家である。
20世紀を代表する億万長者として知られ、「資本主義の権化」「地球上の富の半分を持つ男」と評された。

## 来歴
テキサス州ヒューストン出身。

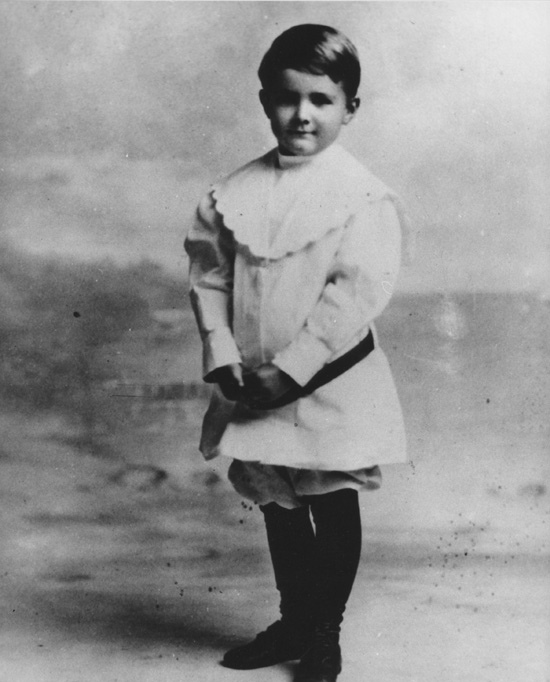
幼少期のヒューズ

彼の父親はハワード・ロバード・ヒューズ・シニア（Howard Robard Hughes, Sr. ビッグ・ハワード、最終学歴はハーバード大学法学部中退）で、母親は名家出身のエイリーン・ガノ・ヒューズ（Allene Gano Hughes）。
父親は弁護士資格を持っていたものの、地道に働くのが性に合わず一攫千金を夢見て鉱物の掘削に取り組む。
ハワードが3歳のとき、父親はドリルビットの特許と共にシャープ・ヒューズ・ツール社を設立（後のヒューズ・ツール社）した。同社が製造したビットは、それまでのものとは桁違いの掘削能力を発揮し、それらの需要はヒューズ家に大金をもたらした。
その年までにヒューズ家は市の高級住宅街に家を建てて転居した。
ハワードは幼い頃から発明が好きで、アマチュア無線や即席バイク（自転車に自動車のセルフスターター付きモーターを取り付けた）を作っていた。
ヒューズは父親の不在、父方の遺伝による難聴、母親の異常なまでの潔癖症などが要因で内向的性格になっていった。また、彼は学業にほとんど興味を示さずライス大学を中退し、飛行機、レーシングカー、アマチュア無線（コールサインは5CY、後にW5CY）に魅力を感じるようになった。
1922年、ヒューズが16歳のとき母エイリーンが病死し、その2年後に父が急死した。彼は18歳で孤児となったが、遺産として87万1,000ドルと評価されたヒューズ・ツール社の株（75%）と当時、ほとんどのメーカーの石油・ガスの掘削機が使用していたドリルビットの特許を受け継いだ。
1925年、ヒューズはカリフォルニア州に移り、1927年、かねてからの夢であった映画製作と飛行家業に莫大な遺産を投じる。この頃、彼は偽名でアメリカン航空に郵便係として雇用され、飛行技術を体得した。

### 結婚歴
ヒューズには3度の結婚歴が有る。1度目は19歳の時にエラ・ライス（Ella Rice）と、2度目は44歳の時にテリー・ムーアと、3度目は52歳の時にジーン・ピーターズとである。
なお、ヒューズの死後、テリー・ムーアが「ヒューズとはメキシコ沖の公海上のヨットで極秘に結婚し、離婚はしていない」と主張し、判事がそれを認めた為、1957年1月12日から1971年6月まで約14年半の間、ヒューズは重婚していたことになっている。

## 映画製作者

### 地獄の天使

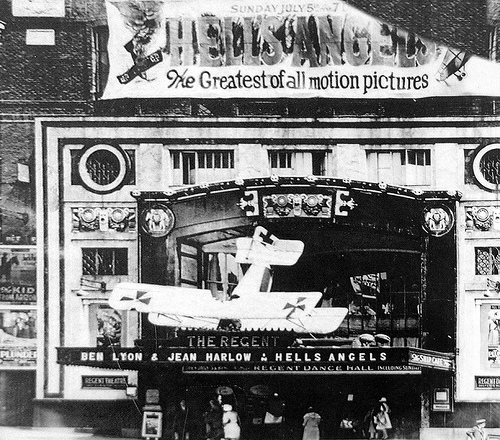
『地獄の天使』公開時の映画館。戦闘機の模型が展示されている

周囲は当初、ヒューズにハリウッドの映画界にコネがないこと、映画制作の経験もないことから彼の手腕、映画の出来を疑問視した。だがその後、1928年制作の『暴力団』が第1回アカデミー賞最優秀作品賞候補にノミネートされる。また、製作費が史上初めて100万ドルを超えた『地獄の天使』（1930年）や、『暗黒街の顔役』（1932年）などがヒットし、成功を収めた。
第一次世界大戦のパイロット達を描いた作品である『地獄の天使』は、大戦当時の本物の戦闘機や爆撃機87機を購入し実際に飛行させ撮影するなど、当時としては破格の100万ドルを超える製作費がかかっていた。公開後映画は大ヒットしたものの、その製作費を回収するには至らなかった。この映画の撮影には2年の年月がかかっている。また、撮影中の事故で3人のパイロットが死亡している。ヒューズ自身も飛行から墜落し、眼窩前頭皮質を損傷する。この怪我はのちの彼の奇行の原因になったといわれる。

### 映画スタジオの買収
1948年、ヒューズは当時の有力映画会社の一つで、経営危機に陥っていたRKO（ラジオ・キース・オヒューム、Radio-Keith-Orpheum） 社を880万ドルで買収し、映画制作・配給体制を強化した。買収後は『征服者』（1956年）や『ジェット・パイロット』（1957年）などのヒット作を送り出すものの、RKOの経営状態を改善するまでには至らなかった。最終的にはトランス・ワールド航空の経営資金を捻出するため、RKOは売却された。

### 女優との関係
ヒューズは映画制作の傍ら、キャサリン・ヘプバーンやエヴァ・ガードナー、ジーン・ハーロウなどのハリウッド女優やセレブリティらと浮名を流すことで有名だった。また、彼は自らの趣味をかねて新人女優（その多くが胸の大きな女性であった）を発掘し、育て上げる手腕に評価が高かった。  
ヒューズは当時10代だったアイダ・ルピノと付き合っていたほか、1937年から38年の間にはケーリー・グラントの紹介で出会ったキャサリン・ヘプバーンと交際していた。
女優オリヴィア・デ・ハヴィランドとヒューズは当初面識はなかったが、偽の結婚記事をマスコミに書かれたことをきっかけに、デートを重ねる関係に発展した。女優フェイス・ドマーグとのデートでは、ヒューズは一言も話さず瞳を見つめるだけだったので、ドマーグは退屈してしまった。

## 飛行機好き

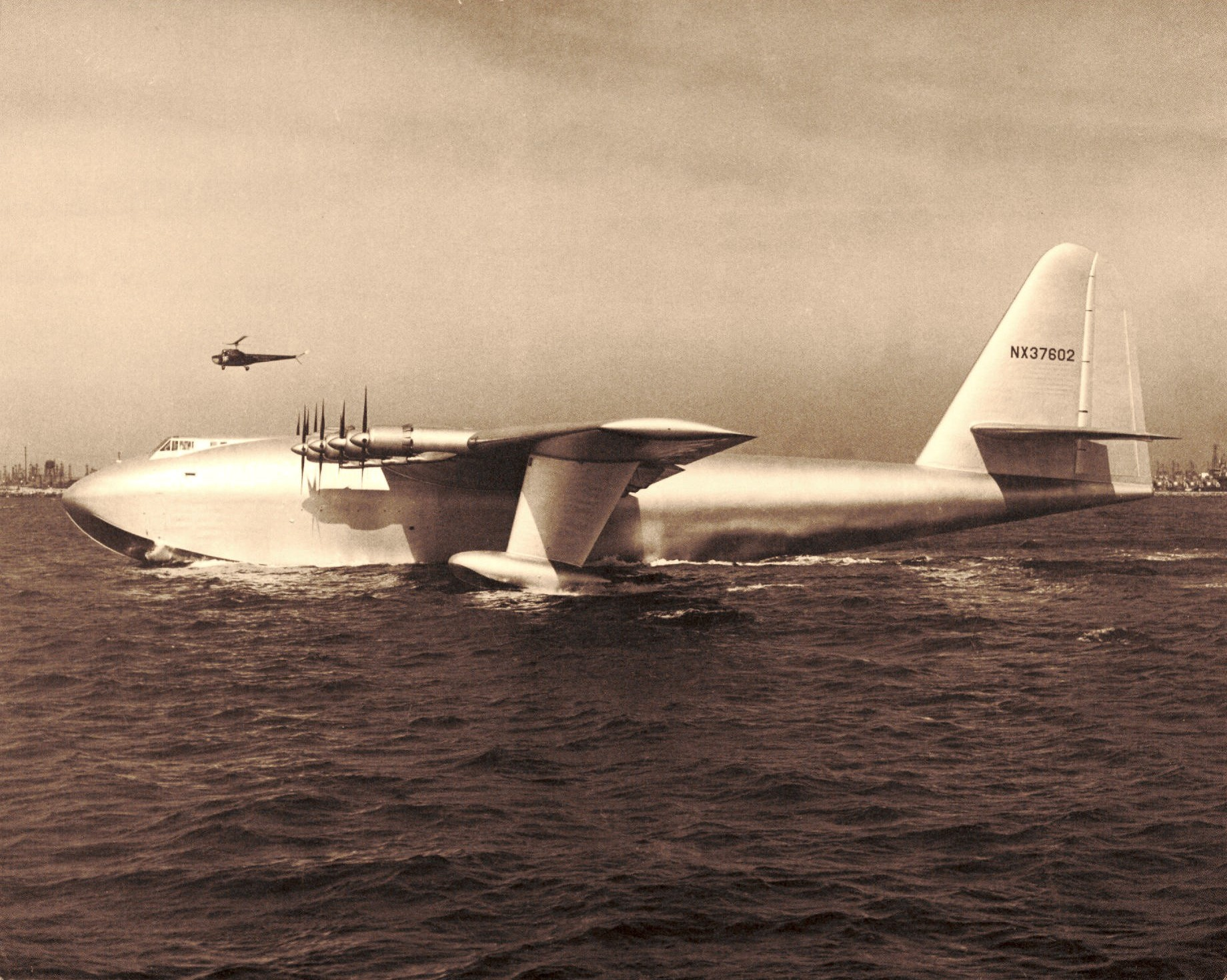
H-4 ハーキュリーズ

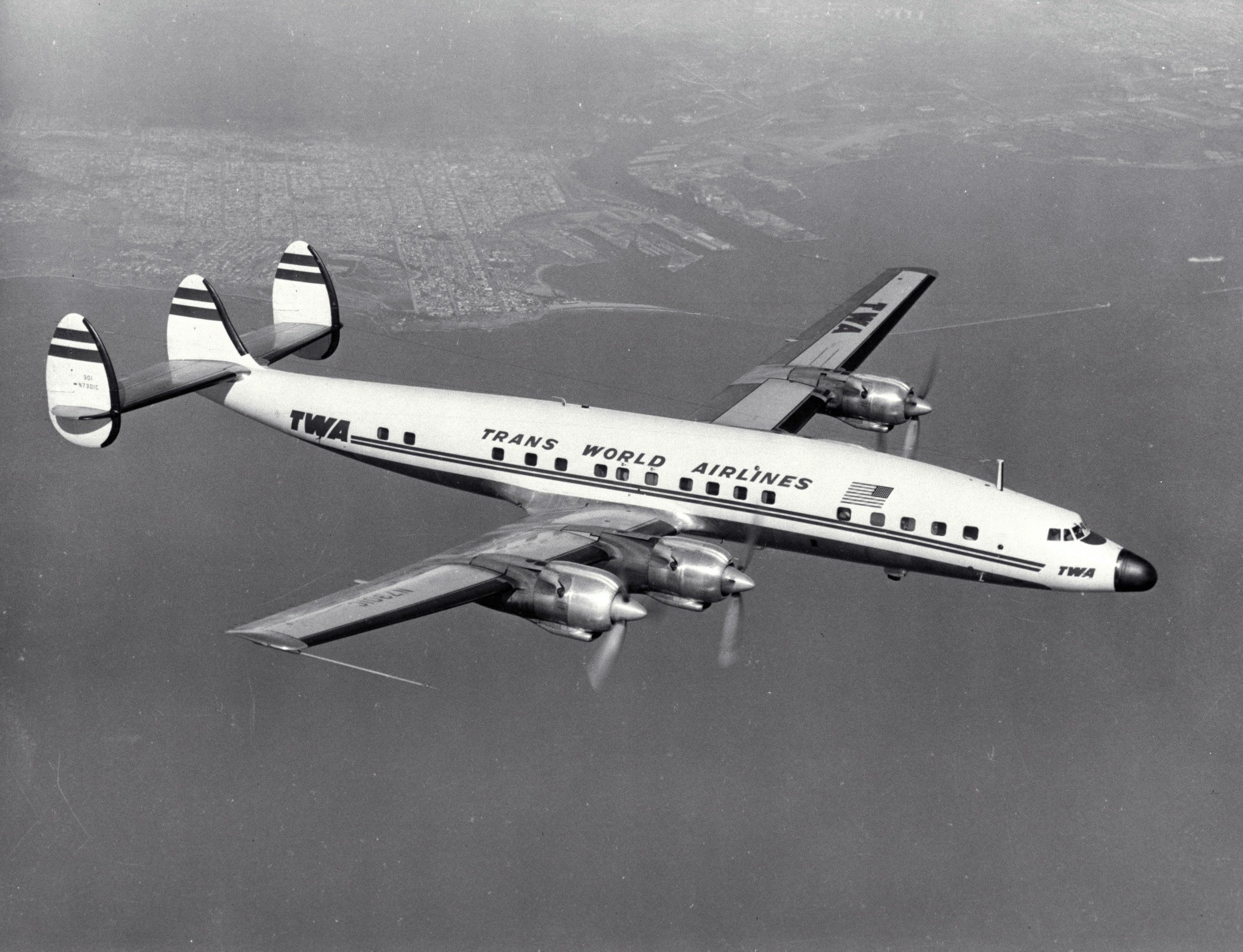
ロッキードL-1049「スーパー・コンステレーション」

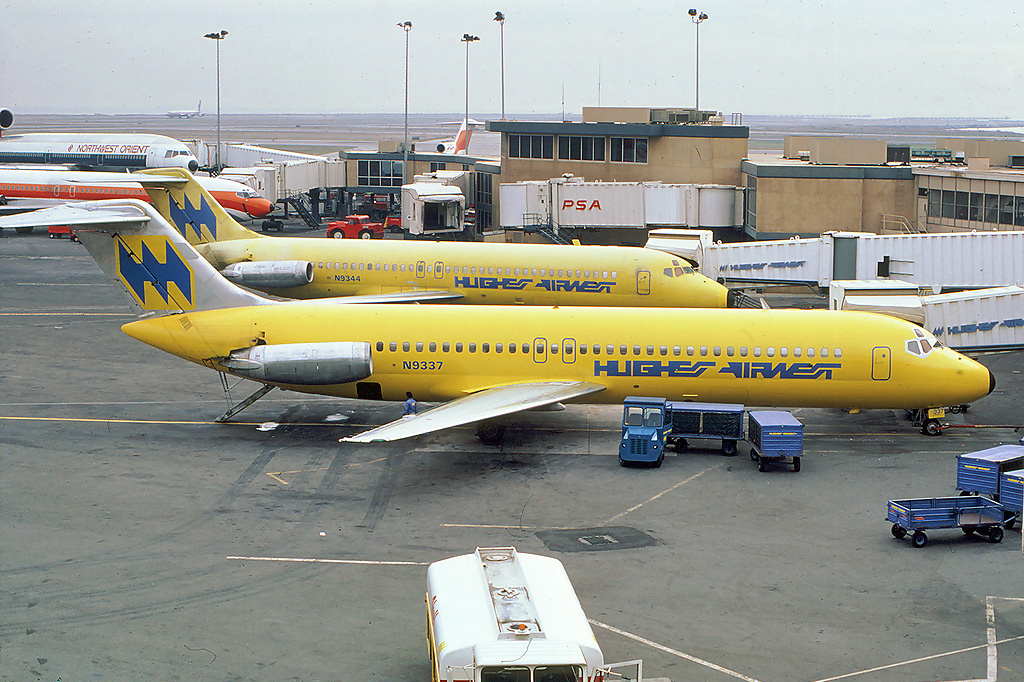
ダグラスDC-9

### ヒューズ・エアクラフト
ヒューズが映画の他に情熱を傾けたのは、当時の科学技術の最先端を行く航空産業であった。1935年、手始めにヒューズは自らの名を冠した航空機製造会社、ヒューズ・エアクラフト社を設立した。その後、彼は偽名でアメリカン航空のパイロットになっている。
1937年、ヒューズは自らの操縦によりニューヨーク - ロサンゼルス間を7時間29分25秒で飛行、当時のアメリカ大陸横断記録を樹立した。1938年にはわずか91時間で世界一周飛行を行い、こちらも当時の最速記録を樹立した。
1946年、ヒューズは自らが開発に関わった高速偵察機の試験機XF-11を操縦中に機体が故障した。彼はロサンゼルス郊外のゴルフ場に不時着を試みるが失敗、機体は住宅地に不時着した。ヒューズはこの事故で大怪我を負ったが、それでも飛行機への情熱は失わなかった。

### 巨大飛行艇
ヒューズの飛行機にかける情熱の集大成ともいえるものが、ヒューズ・エアクラフト開発のH-4 ハーキュリーズ飛行艇である。機体の大部分が木製のため、「スプルース製のガチョウ（スプルース・グース）」とも呼ばれた。1947年の完成当時、この機体は世界最大の航空機であった。
当初この飛行艇は、アメリカ軍向けの輸送機として開発されていたのだが、第二次世界大戦の終結により購入契約が破棄された。ヒューズが全力を傾けて作り上げたこの巨大な飛行艇は、わずか1機だけが製造され、完成後はヒューズ自らの手でわずか1回飛行しただけだった。その後はカリフォルニア州のロングビーチ港に永らく展示され、現在はオレゴン州マクミンビルにあるエバーグリーン航空博物館に展示されている。

### TWA航空
1939年、ヒューズは当時のアメリカを代表する大手航空会社の一つである「トランス・コンチネンタル・アンド・ウェスタン航空」（T&WA）を買収し、その後自社が導入する大型旅客機ロッキード コンステレーションの開発に関わるなど、航空機の操縦や製造だけでなく、航空会社の経営にも進出した。同年にコリアー・トロフィーを受賞。
1950年、「トランス・コンチネンタル・アンド・ウェスタン航空」は、本格的な国際線進出に合わせてトランス・ワールド航空（TWA）と改名。ヒューズ自ら開発に関与したロッキード コンステレーションでニューヨーク-パリ直行便をはじめとする大西洋横断路線に就航を開始したほか、世界一周路線も開設した。
トランス・ワールド航空にはヒューズ自らがその開発に深く関わったコンベア880や、ボーイング707などのジェット旅客機が導入され、同社はアメリカを代表する航空会社の一つに成長した。

### ヒューズ・エア・ウエスト
1966年に、ヒューズは経営の混乱から同社を手放すが、その後は1970年代に中規模航空会社のエア・ウェスト航空を傘下に収め（その後ヒューズ・エア・ウエストに改名）、同社の路線網を西海岸一帯に伸ばすなど、生涯を通じて航空産業と深い関係にあった。

## 政治家との関係
ヒューズの政治家との関係で特筆すべきものは、地元のカリフォルニア州選出の上院議員で、後に大統領となったリチャード・ニクソンとの親密な関係である。ヒューズはニクソンの選挙に莫大な献金をしていたとされ、1971年にはヒューズからニクソンに選挙と全く関係のない資金が流れたという疑惑も、反共和党のジャーナリストのジャック・アンダーソンにより書き立てられた（もしこれが事実であれば犯罪となる）。
これはちょうどウォーターゲート事件の真っ最中だったので、ウォーターゲート調査委員会（アーヴィン委員会）はこの件に関して調査を行ったが、どのように資金が渡されたか決定的な結論は得られず事実と証明することはできなかったために、あくまで疑惑の範囲内に終わった。
またマフィアを嫌ったヒューズは、ジョン・F・ケネディに対して嫌悪感を抱いていたといわれる（ケネディはサム・ジアンカーナなどのマフィアとの関係が強く、ニクソンの対立候補として出馬した1960年の大統領選挙で、マフィア絡みの不正を行った）。

## 晩年

### 強迫性障害
様々な事業を手がけ、多才な大富豪として名声を手にしたヒューズであったが、その晩年は安穏とはいかなった。1946年の墜落事故で負った傷の止痛薬から彼は、麻薬（コデイン）中毒を患い、深刻な精神衰弱になった。
数回の墜落事故による脳への損傷が原因と疑われる強迫性障害らしき行動を彼はたびたび起こしていたが、その異常行動は年を取るにつれ頻繁になった。潔癖症に陥ったヒューズは、極度に細菌を恐れるようになり、トランス・ワールド航空を売却した資金で、1966年にネバダ州のラスベガスにある有名なカジノホテル、デザート・インを買収すると、完全に除菌された最上階のスイートルームから、殆ど外出しなくなる。
ヒューズはドアノブを除菌されたハンカチで覆わないと触れなかったり、手を洗い始めると肌が擦り切れ血が出るまでその動作をやめられなくなり、手の洗浄や入浴が一切できなくなったという。そのため、彼の髪や髭は伸び放題となり、身体は垢にまみれ悪臭を放っていたという。
ヒューズの強迫性障害については、母親から受けていた身体検査、肉体的な過干渉が影響していると見られており、1990年代以降であればフルボキサミンなどの選択的セロトニン再取り込み阻害薬が奏功する症例であると言われている。

### 神経梅毒
ヒューズは1930年代から神経梅毒による発作性疼痛に悩まされ、ペニシリン療法を受けるも再発を繰り返していた。晩年は認知症を患うが、梅毒の猛威は彼の脳の神経細胞に破壊の限りを尽くしたという。

### 死
1976年2月10日、ヒューズはラスベガスからメキシコのアカプルコ・プリンセス・ホテルのスイートルームに本拠を移す。1976年4月5日、彼は昏睡状態に陥り、治療のためメキシコからアメリカに戻る。その際自家用機内で息を引き取り、ヒューズが引きこもったのは1956年から1976年までの事である。70歳であった。
190cmあった彼の身長は、アスピリンなどの薬物乱用のため10cm以上縮み、体重はわずか42kgだったという。あまりに痩せ細ったその容貌から医師、親族がヒューズと判定できず、FBIによる指紋照合が行われた。彼の亡骸は生まれ故郷テキサス州ヒューストンの墓地に埋葬された。彼の死因は、高速偵察機の試験機XF-11の不時着事故を思い出した影響で、アスピリンなどの薬物乱用後に発症した脳血管障害、心臓病などがあげられている。
ヒューズが引きこもっている間、明確な遺書を残さなかったため、彼の残した天文学的な財産の行方を処理するためにはおよそ20年もの歳月が必要であった。彼の死亡から3週間後、ヒューズの遺言状とされるもの（通称「モルモン遺言書」）がとあるガソリンスタンドの店員メルビン・デュマーに届けられる。遺言状の内容は、ヒューズが放浪中ホームレス生活を送っていた際、彼に1ドルを恵んだデュマーに彼の遺産の16分の1（推定1億ドル以上）を分け与えるというものであった。ただ、この「モルモン遺言書」については不可解な点が多く、真偽を巡って現在も訴訟が続いている。その他、過去の伴侶達にも遺産は贈与された。

## ハワード・ヒューズ医学研究所
1953年に保有するヒューズ・エアクラフト社の全株式を拠出してハワード・ヒューズ医学研究所を設立した。非課税の慈善団体にヒューズ・エアクラフト社の株式を移すことによって租税回避を行いつつ、研究所を介して同社の経営権を維持することが目的だったとされる。ヒューズの死までは、その資産と比較して事業規模（研究資金の拠出額）は大きなものではなかった。事業規模が拡大したのはヒューズ死後のことである。

## 関連作品
漫画 ｢アイアンマン｣ の主人公トニー・スタークはヒューズがモデルになっている。
2004年製作（日本公開は2005年）、マーティン・スコセッシ監督によるヒューズの伝記映画『アビエイター』で、レオナルド・ディカプリオが、ヒューズの生涯を演じアカデミー賞主演男優賞候補になった。ディカプリオ自身の受賞はかなわなかったものの、作品自体はアカデミー賞5部門を獲得した。
作品内では、上記のようなヒューズの生涯のエピソードに加え、フィクションながら数々の女優との華やかな恋愛や失恋、リスクを厭わない莫大な投資と破天荒なビジネス手法、正に命懸けの成功を収めていく影で心を病み、強迫性障害に苦しめられ、全裸で試写室にこもり、乱心（牛乳瓶に排泄したり、映画を見て苦しむなど）する姿が描かれている。また、1946年、ヒューズが開発に関わった高速偵察機の試験機XF-11による操縦中の事故シーンでも撮影されている。
1976年のゴルゴ13には遺産相続をめぐる「ハワード・ヒューズ氏の息子」という回がある。バックにマフィアが付いた隠し子に相続される予定の遺産を巡り、ユニオン・コルスがゴルゴ13に依頼する。
1977年のTVムービー『ハワード・ヒューズ物語』ではトミー・リー・ジョーンズがヒューズを演じている。また、上記の通りヒューズを偶然助けたことから莫大な遺産の相続人に指名された（と主張する）メルビン・デュマーの体験談を描いた1980年の映画『メルビンとハワード』も製作・公開された。

## フィルモグラフィ
| 年   | 題                                                        | 監督 | プロデュース | 脚本       |
| ---- | --------------------------------------------------------- | ---- | ------------ | ---------- |
| 1927 | 美人国二人行脚 Two Arabian Knights                        | No   | Yes          | No         |
| 1930 | 地獄の天使 Hell's Angels                                  | Yes  | Yes          | No         |
| 1931 | 犯罪都市 The Front Page                                   | No   | Yes          | No         |
| 1932 | 青空恋をのせて Cock of the Air                            | No   | Yes          | No         |
| 1932 | 天国爆撃隊 Sky Devils                                     | No   | Yes          | No         |
| 1932 | 暗黒街の顔役 Scarface                                     | No   | Yes          | No         |
| 1943 | ならず者 The Outlaw                                       | Yes  | Yes          | No         |
| 1943 | Behind the Rising Sun                                     | No   | Yes          | No         |
| 1947 | ハロルド・ディドルボックの罪 The Sin of Harold Diddlebock | No   | Uncredited   | No         |
| 1950 | Vendetta                                                  | No   | Yes          | No         |
| 1951 | 替え玉殺人事件 His Kind of Woman                          | No   | Executive    | Uncredited |
| 1952 | マカオ Macao                                              | No   | Yes          | No         |
| 1955 | 四十人の女盗賊 Son of Sinbad                              | No   | Executive    | No         |
| 1956 | 征服者 The Conqueror                                      | No   | Yes          | No         |
| 1957 | ジェット・パイロット Jet Pilot                            | No   | Yes          | No         |

## 関連書籍
- 田口憲一『世界でいちばん猛烈な男 ハワード・ヒューズ物語』講談社 1968
- A.B.ガーバー著、福島正実訳『野望と幻影の男 ハワード・ヒューズ』ダイヤモンド社 1969
- ノア・ディートリッヒ、ボブ・トーマス著、広瀬順弘訳『ハワード・ヒューズ 謎の大富豪』角川文庫 1977
- ジェームズ・フェラン著、関口英男訳『謎の大富豪ハワード・ヒューズの最期』プレジデント社 1977
- 藤田勝啓『ハワード・ヒューズヒコーキ物語』イカロス出版 2005
- 奥菜秀次『捏造の世界史』祥伝社 2008

## 参照
1. ↑  ジョン・キーツ著、小鷹信光訳『ハワード・ヒューズ 巨大企業の魔術師』（ハヤカワノンフィクション）ハヤカワ文庫 1977 p.18
2. ↑  ジョン・キーツ著、小鷹信光訳『ハワード・ヒューズ 巨大企業の魔術師』（ハヤカワノンフィクション）ハヤカワ文庫 1977 p.22
3. ↑  ジョン・キーツ著、小鷹信光訳『ハワード・ヒューズ 巨大企業の魔術師』（ハヤカワノンフィクション）ハヤカワ文庫 1977 p.23.24
4. ↑  "Howard Hughes." about.com. Retrieved: January 5, 2008.
5. ↑  「葬られた歴史の真相」ナショナル ジオグラフィック チャンネル
6. ↑  「米女優Ｋ・ヘプバーンの実業家ヒューズへの恋文、初めて競売へ」『Reuters』2020年7月10日。2023年3月13日閲覧。
7. ↑  “The Many Loves of Howard Hughes Archive” (英語). You Must Remember This. 2023年3月13日閲覧。
8. ↑  ジョン・キーツ著、小鷹信光訳『ハワード・ヒューズ 巨大企業の魔術師』（ハヤカワノンフィクション）ハヤカワ文庫 1977 p.222
9. ↑  ジョン・キーツ著、小鷹信光訳『ハワード・ヒューズ 巨大企業の魔術師』（ハヤカワノンフィクション）ハヤカワ文庫 1977 p.243
10. ↑  開発に際して政府より資金援助を受けている。
11. 1 2  Dennis McLellan (1996年3月27日). “Inside Howard Hughes : Two Authors Offer an Up Close and Personal Look at the Billionaire Aviator and Businessman” (英語). ロサンゼルス・タイムズ 2022年3月3日閲覧。
12. ↑  ドナルド・E・ウェストレイク (1996年6月16日). “A Prison of His Own Making” (英語). ニューヨーク・タイムズ 2022年3月3日閲覧。
13. ↑  これは1976年4月4日、チャフィン医師はヒューズの補佐官が彼の状態について心配したため、暗い部屋に引きこもっているヒューズを呼び出し、チャフィン医師はヒューズの呼吸が速く、半意識的で「急速に悪化している」と述べたからである。
14. ↑  Deseret news 2006年12月25日報道
15. ↑  Tyler, Adrienne (2022年5月21日). “Iron Man: The Real Life Inspirations Behind Tony Stark” (英語). ScreenRant. 2023年3月13日閲覧。
16. ↑  Sor, Jennifer (2022年12月26日). “ノーベル賞経済学者のクルーグマン氏、マスクとSBFを｢オリガルヒ｣と批判…｢情報技術による巨万の富がカルトを生んだ｣”. BUSINESS INSIDER JAPAN. 2023年1月11日閲覧。